# Тонева Ірина Іллівна
Ірина Іллівна Тонева (нар. 27 червня 1977 року, Краснознаменськ, СРСР) — російська співачка. Незмінна учасниця групи «Фабрика», утвореної в 2002 році на телепроекті «Фабрика зірок-1». Ірина виконала 2 пісенні хіти: «Понимаешь» у дуеті з Павлом Артем'євим та «Северная звезда» з групою Иванушки International.

## Біографія
Народилася 27 червня 1977 року в селищі Голіцино-2 (нині — місто Краснознаменськ) у родині прапорщика та цивільного інженера космічних військ. Батько - Ілля Лазаревич Тонев, мати - Лідія Іванівна Тонева.
У 1999 році закінчила Московський державний університет дизайну та технології за спеціальністю «хімік-технолог з шкіри та хутра» і кілька років працювала на Кунцевському шкіряному заводі. Також закінчила естрадно-джазову студію ім. Гнесіних за класом «Естрадний вокал».
У 2002 році взяла участь у першому сезоні проекту «Фабрика зірок» та за підсумками конкурсу посіла друге місце у складі групи «Фабрика». Популярність принесла тоді пісня «Понимаешь», заспівана у дуеті з майбутнім солістом гурту «Корні» Павлом Артем'євим. Пісня була написана Ігорем Соріним ще в 1994 році, а пізніше «Северная звезда» з Иванушки International від Павла Жагунова.
У 2005 році взяла участь у реаліті-шоу Першого каналу «Серце Африки».
Неодноразово включалася до рейтингів найсексуальніших жінок за російськомовною версією журналів FHM Maxim.
У 2013 році вступила до школи акторської майстерності Германа Сідакова і 29 березня 2014 року дебютувала на театральній сцені в головній ролі в експериментальній виставі «Повість про Сонечку», поставленому за творами Марини Цвєтаєвої, а також повісті по Федір Достоєвський Білі ночі. У цій виставі вона грає одночасно три ролі — Марину Цвєтаєву та ще двох чоловіків.
У 2016 році розпочала сольну кар'єру (проект TONEVA, стиль музики: інді-поп з елементами електро та синті-попа ), але залишається у складі гурту «Фабрика».

## Особисте життя
Розлучившись у 2008 році з віджеєм телеканалу MTV Юрієм Пашковим (нар. 11 грудня 1975), з 2009 по 2012 рік зустрічалася з солістом групи «Банд'Ерос» Ігорем Бурнишевим (нар. 4 червня 1971).
Наприкінці квітня 2017 року вийшла заміж за українського хореографа Олексія Бріжу (нар. 15 травня 1989; Харків). Псевдонім - Alex Soul aka A.Si, з ним Тонева випустила пісню «Найти свое (2018).

## Санкції
1 червня 2022 року, через участь у концертах марафону «Za Росію» організованих на підтримку Росії, Тонева внесено до списку санкцій Латвії, їй заборонено в'їзд до країни. Національне агентство з питань запобігання корупції України виступило з ініціативою щодо запровадження проти Тоневої міжнародних санкцій за підтримку війни проти України. Раніше Тонева було внесено ФБК до списку корупціонерів та розпалювачів війни за підтримку агресії проти України та дій російської влади.